# Ferrovia Cana-Arcille-Grosseto
La ferrovia Cana-Arcille-Grosseto era una ferrovia mineraria privata in servizio fino a metà del Novecento tra la stazione di Grosseto e il bacino minerario di Cana e Baccinello.

## Storia
La linea entrò in servizio nel tratto compreso fra Cana, frazione di Roccalbegna, e Arcille, frazione di Campagnatico, nel 1916, contestualmente all'apertura della ferrovia Cana-Arcille-Rispescia. Questa era una ferrovia mineraria a scartamento ridotto costruita per servire le ricche cave di lignite aperte nel corso dell'Ottocento nell'area collinare tra Cana e Baccinello. I treni merci che vi circolavano trasportavano i minerali ivi estratti da Cana verso la ferrovia Tirrenica, in funzione sin dal 1864 e passante per Grosseto. Al fine di migliorare ulteriormente la comunicazione tra le miniere e il territorio comunale grossetano, si decise di realizzare un collegamento ferroviario a scartamento ordinario tra Arcille e Grosseto, in modo tale da permettere ai convogli provenienti da Cana di proseguire la propria corsa sia verso nord, in direzione di Livorno, che verso sud, in direzione di Roma, percorrendo la ferrovia Tirrenica.
Il binario tra Grosseto e Arcille vide la luce nel 1920 e portò alla dismissione, cinque anni dopo, del tratto Arcille-Rispescia. Partendo da Cana, la ferrovia seguiva l'andamento prima del torrente Trasubbie e poi del fiume Ombrone, incontrando nel suo tragitto le stazioni intermedie di Baccinello, Arcille, Istia d'Ombrone (da cui partiva un raccordo per una fornace) e Grosseto Ansaldo; quest'ultima, situata ad est del centro abitato grossetano, serviva le officine ferroviarie della società Ansaldo. La linea prestò servizio sino alla metà del XX secolo quando, a seguito della cessazione delle attività estrattive, fu soppressa in favore di una strada carrabile.

## Caratteristiche
| Unknown route-map component "exKBHFa" |

| Unknown route-map component "exHST" |

| Unknown route-map component "exBHF" |

| Unknown route-map component "exBHF" |

|  | Unknown route-map component "exABZgl" | Unknown route-map component "exCONTfq" |

| Unknown route-map component "exDST" |

|  | Unknown route-map component "xABZgxl+l" | Unknown route-map component "CONTfq" |

| Station on track |

| Continuation forward |